# Maria Wierzbowska
Maria Wierzbowska (Cracovia, 13 de febrero de 1995) es una deportista polaca que compite en remo. Su hermana Anna compitió en el mismo deporte.
Ganó una medalla de plata en el Campeonato Mundial de Remo de 2017 y tres medallas en el Campeonato Europeo de Remo entre los años 2017 y 2019.
Participó en dos Juegos Olímpicos de Verano, en los años 2016 y 2020, ocupando el sexto lugar en Tokio 2020, en la prueba de cuatro sin timonel.

## Palmarés internacional
| Campeonato Mundial | Campeonato Mundial        | Campeonato Mundial | Campeonato Mundial |
| Año                | Lugar                     | Medalla            | Prueba             |
| ------------------ | ------------------------- | ------------------ | ------------------ |
| 2017               | Sarasota (Estados Unidos) | Medalla de plata   | Cuatro sin timonel |
| Campeonato Europeo |                           |                    |                    |
| Año                | Lugar                     | Medalla            | Prueba             |
| 2017               | Račice (República Checa)  | Medalla de plata   | Cuatro sin timonel |
| 2018               | Glasgow (Reino Unido)     | Medalla de bronce  | Cuatro sin timonel |
| 2019               | Lucerna (Suiza)           | Medalla de bronce  | Cuatro sin timonel |